# Ordo (Liturgie)

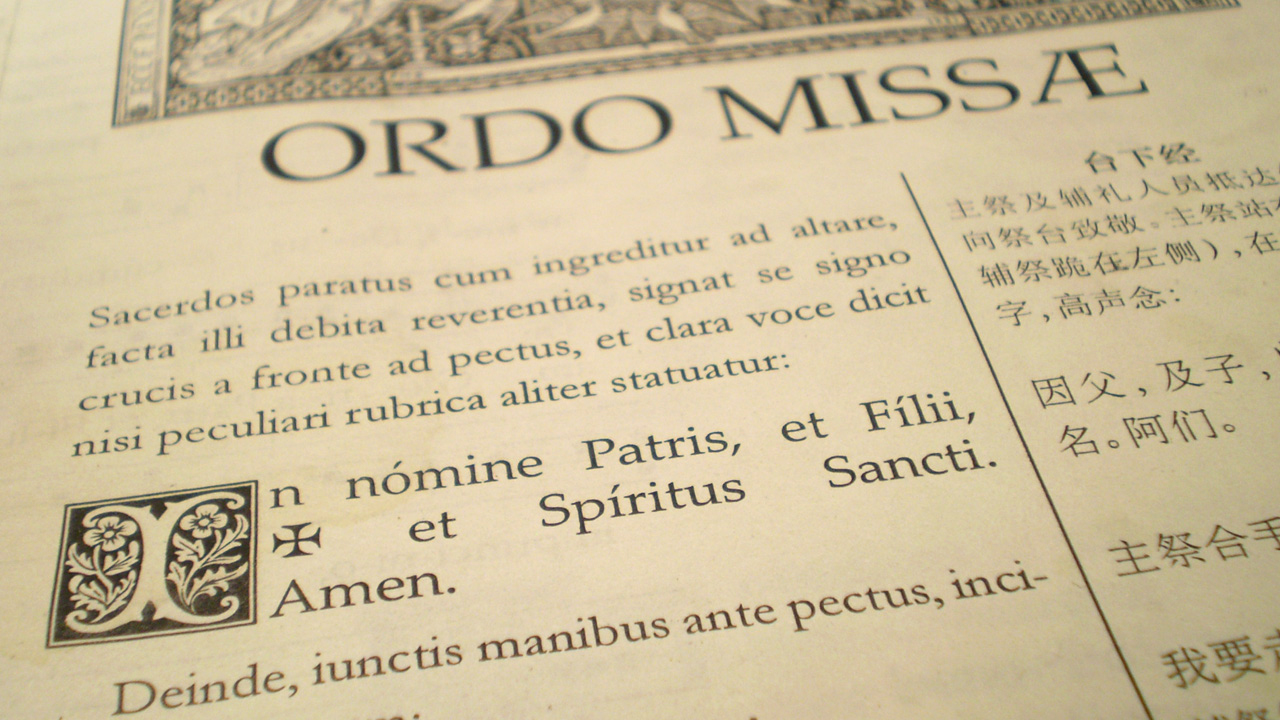
Der Ordo missae nach dem Missale Romanum von 1962

Ein Ordo (lat. für „Ordnung“, pl. Ordines) stellt einen verbindlich festgelegten Ablauf in der Liturgie der römisch-katholischen Kirche dar. Es gibt Ordines für verschiedene Feiern der Kirche, etwa den Ordo missae für die Heilige Messe, aber auch für die Spendung anderer Sakramente und Sakramentalien, wie den Ordo consecrationis virginum für die Weihe einer Jungfrau. Das liturgische Direktorium, ein Kalender der Feiern eines Kirchenjahres, wird auch Ordo recitandi genannt.
Anfangs wurden die Ordines mündlich überliefert, seit der Karolingerzeit jedoch fasste man sie schriftlich zu Sammlungen zusammen (siehe Liturgisches Buch).